# Djabir Saïd-Guerni
Djabir Saïd-Guerni (arabisch سعيد قرني عيسى جبير, DMG Saʿīd Qarnī ʿĪsā Ǧabīr; * 29. März 1977 in Algier) ist ein ehemaliger algerischer Mittelstreckenläufer, der 2003 Weltmeister über 800 Meter wurde.
Saïd-Guerni war als aktiver Leichtathlet 1,87 Meter groß und wog 70 kg. Im Frühjahr 2007 erklärte er nach zahlreichen Verletzungen, dass er seine Karriere beendet habe.

## Erfolge
- 1996: Teilnahme Juniorenweltmeisterschaften 1996 in Sydney (800 Meter: 1:52,06 min – im Halbfinale ausgeschieden)
- 1999: 3. Platz Weltmeisterschaften in Sevilla (800 Meter: 1:44,18 min)
- 2000: 3. Platz Olympische Spiele in Sydney (800 Meter: 1:45,16 min), Afrikameister (800 Meter: 1:45,88 min)
- 2002: Afrikameister (800 Meter: 1:45,52 min), 2. Platz Weltcup (800 Meter: 1:44,03 min)
- 2003: Weltmeisterschaften in Paris/Saint-Denis, 1. Platz (800 Meter: 1:44,81 min)
- 2004: 7. Platz Olympische Spiele in Athen (800 Meter: 1:45,61 min)
- 2005: 5. Platz Weltmeisterschaften in Helsinki (800 Meter: 1:45,31 min)

## Persönliche Bestleistungen
- 400 Meter: 46,15 s, 15. März 2000 in Canberra
- 800 Meter: 1:43,09 min, 3. September 1999 in Brüssel
- 1000 Meter: 2:14,52 min, 5. September 1999 in Rieti

## Leistungsentwicklung
| Jahr | 800 Meter (min) |
| ---- | --------------- |
| 1996 | 1:52,06         |
| 1997 | 1:46,84         |
| 1998 | 1:45,72         |
| 1999 | 1:43,09         |
| 2000 | 1:43,25         |
| 2001 | 1:44,55         |
| 2002 | 1:44,03         |
| 2003 | 1:44,60         |
| 2004 | 1:44,44         |
| 2005 | 1:44,80         |